# 讀寫何用
《讀寫何用》（The Uses of Literacy，又譯《讀寫能力的運用》、《識字能力的用途》、《識字的用途》和《文化的用途》）一書，為英國左翼文藝批評家及思想家霍加特（Richard Hoggart）所著，以自傳式論述了英國工人文化的轉變，影響了數化文化研究的發展及對大眾文化的討論，該書之「獎學金男孩」（scholarship boy）尤為人知。